# Mistrzostwa Włoch w rugby union kobiet (2006/2007)
Mistrzostwa Włoch w rugby union kobiet (2006/2007) – szesnasta edycja zarządzanej przez Federazione Italiana Rugby najwyższej klasy rozgrywkowej w kobiecym rugby union we Włoszech, a dwudziesta trzecia ogółem. Zawody odbywały się w dniach 15 października 2006 – 9 czerwca 2007. Tytułu mistrzowskiego zdobytego w poprzednim sezonie broniła drużyna Red Panthers.
Zgodnie z przedsezonowymi zapowiedziami w swoich półfinałach gładko wygrywały faworytki, zatem drużyny te spotkały się w finale po raz piąty z rzędu. Drużyna Riviera del Brenta pokonała w San Pietro in Cariano zawodniczki Red Panthers, zdobywając tym samym trzeci tytuł mistrza Włoch.

## System rozgrywek
Do rozgrywek miało przystąpić dwanaście zespołów, które zostały podzielone na dwie grupy, ostatecznie jednak wzięło w nich udział dziewięć drużyn. Rozgrywki ligowe prowadzone były w pierwszej fazie systemem kołowym według modelu dwurundowego w okresie jesień-wiosna. Druga faza rozgrywek obejmowała mecze systemem pucharowym o mistrzostwo kraju. Do półfinałów awansowały trzy pierwsze drużyny z grupy 1 oraz zwycięzca grupy 2. Półfinały rozgrywane były w formie dwumeczu, z pierwszym meczem na boisku drużyny, która po rundzie zasadniczej była niżej sklasyfikowana. Finał zaś odbył się na neutralnym stadionie.

## Faza grupowa
| - Red Panthers – 24 - Riviera del Brenta – 18 - Rugby Roma Olimpic – 10 - Le Lupe Piacenza – 0 | - Monza – 34 - ASD Biella Rugby – 29 - Pesaro – 18 - Colorno – 6 - Grazia Deledda – 0 |

## Faza pucharowa

### Półfinały
| 20 maja 2007 | Monza | 0:32 | Red Panthers |  |
| 20 maja 2007 |       | 0:32 |              |  |

| 20 maja 2007 | Rugby Roma Olimpic | 3:36 | Riviera del Brenta |  |
| 20 maja 2007 |                    | 3:36 |                    |  |

| 27 maja 2007 | Red Panthers | 29:0 | Monza | Stadio comunale di Monigo, Treviso |
| 27 maja 2007 |              | 29:0 |       | Stadio comunale di Monigo, Treviso |

| 27 maja 2007 | Riviera del Brenta | 33:5 | Rugby Roma Olimpic | Mira |
| 27 maja 2007 |                    | 33:5 |                    | Mira |

### Finał
| 9 czerwca 200718:00 | Riviera del Brenta | 12:10 | Red Panthers | Stadio Comunale, San Pietro in Cariano |
| 9 czerwca 200718:00 |                    | 12:10 |              | Stadio Comunale, San Pietro in Cariano |